# Brustiarius
Brustiarius es un género de peces actinopeterigios de agua dulce, distribuidos por ríos del sudeste de Asia y de islas de Oceania.

## Especies
Existen solamente dos especies reconocidas en este género:
- Brustiarius nox (Herre, 1935)
- Brustiarius solidus (Herre, 1935)